# Старе Погорєлово
Старе Погорєлово (рос. Старое Погорелово) — село в Вешкаймському районі Ульяновської області Російської Федерації.
Населення становить 630 осіб. Входить до складу муніципального утворення Бекетовське сільське поселення.

## Історія
Від 2004 року входить до складу муніципального утворення Бекетовське сільське поселення.

## Населення
| 2010 |
| ---- |
| 630  |